# Han Ji-wan
Han Ji-wan (en hangul, 한지완; nacida el 14 de agosto de 1987) es una actriz surcoreana.

## Carrera
Su agencia de representación es G-Tree Creative.
Debutó como actriz en 2010 con la película The Most Beautiful Picnic in The World, si bien el filme no llegó nunca a estrenarse en sala a causa de un escándalo provocado por un miembro del reparto. Al año siguiente lo hizo en televisión con el papel de Joo Ya-soo en Eun y sus tres chicos (tvN). También empezó a aparecer en televisión como modelo publicitaria.
En Search: www tuvo una actuación destacada como Jung Da-in, una profesora de piano. Su primer papel protagonista llegó con la serie Rugal, donde es Choi Ye-won, la jefa de una organización criminal.
Entre 2022 y 2023 fue Joo Se-yeong, la jefa del departamento de diseño de una firma de moda, en la serie de MBC 마녀의 게임 (Juego de brujas).

## Filmografía

### Series de televisión
| Año     | Título                                               | Papel                                       | Canal     | Notas                       | Ref.          |
| ------- | ---------------------------------------------------- | ------------------------------------------- | --------- | --------------------------- | ------------- |
| 2011    | Eun y sus tres chicos                                | Joo Ya-soo                                  | tvN       |                             |               |
| 2012    | I Do, I Do                                           | Yoo Da-in                                   | MBC       |                             | [ 2 ]         |
| 2013    | Drama Festival: Swine Escape                         | Wol-hyang                                   | MBC       | Episodio único              | [ 10 ]        |
| 2015    | Jin Bi-rok                                           | Han Seol-hee                                | KBS       |                             |               |
| 2017-18 | Shut Up and Smash                                    | Lee Ja-young de adulta                      | TV Chosun |                             |               |
| 2018    | God's Quiz                                           | Hong Na-yeo                                 | OCN       |                             |               |
| 2019    | Search: www                                          | Jung Da-in                                  | tvN       |                             | [ 6 ]         |
| 2020    | Rugal                                                | Choi Ye-won                                 | OCN       | Protagonista                | [ 11 ]        |
| 2020    | My Unfamiliar Family                                 | Hye-soo                                     | tvN       | Ep. 1                       |               |
| 2020    | Salir con alguien es molesto, ¡pero odio estar sola! | Choi Kyung-won                              | MBC       |                             | [ 12 ]        |
| 2021    | Okay Kwang Sisters                                   | Min Deul-re                                 | KBS2      |                             | [ 13 ]        |
| 2021    | Chimera                                              | Ryu Sung-hee                                | OCN       |                             |               |
| 2022-23 | Three Bold Siblings                                  | La persona que le arrojó un huevo a Tae-joo | KBS       | Ep. 1, 2 y 8                | [ 14 ]        |
| 2022-23 | Juego de brujas                                      | Joo Se-yeong/Cha Kang-Joo                   | MBC       |                             | [ 15 ] [ 16 ] |
| 2023    | Brain Cooperation                                    | Han Yeon-hee                                | KBS2      |                             | [ 17 ]        |
| 2023-24 | Elegant Empire                                       | Seo Hee-jae                                 | KBS2      | Protagonista, 105 episodios | [ 18 ]        |

### Cine
| Año  | Título                                 | Coreano                     | Papel    | Notas                 | Ref.         |
| ---- | -------------------------------------- | --------------------------- | -------- | --------------------- | ------------ |
| 2010 | The Most Beautiful Picnic in The World | 세상에서 가장 아름다운 소풍 | Park-soo | No llegó a estrenarse | [ 19 ] [ 4 ] |

## Premios y nominaciones
| Año  | Premios          | Categoría                                      | Papel          | Resultado | Ref.   |
| ---- | ---------------- | ---------------------------------------------- | -------------- | --------- | ------ |
| 2023 | KBS Drama Awards | Premio a la excelencia, actriz en serie diaria | Elegant Empire | Nominada  | [ 20 ] |